# Taldikorgjan Aūdany
Taldikorgjan  Aūdany är ett distrikt i Kazakstan.  Det ligger i oblystet Almaty.